# Davíð Stefánsson
Davíð Stefánsson, auch Davíð Stefánsson frá Fagraskógi,  (* 21. Januar 1895 in Fagriskógur am Eyjafjörður; † 1. März 1964 in Möðruvellir (Hörgárdalur)) war ein sehr einflussreicher Schriftsteller in Island. Seine bekanntesten Werke sind der Gedichtband  Svartar fjaðrir und das in Island oft aufgeführte Theaterstück Gullna hliðið.

## Leben
Davíð wurde auf dem Hof Fagriskógur am Eyjafjörður am 21. Januar 1895 geboren. Daher bezog er auch seinen Beinamen Davið Stefánsson frá Fagraskógi.
Seine Eltern waren Stefán Baldvin Stefánsson, Bauer und später Parlamentsabgeordneter, und Ragnheiður Davíðsdóttir von Hof im Hörgárdal.
Davíð schloss die Schule Gagnfræðaskólinn á Akureyri 1911 mit der Abschlussprüfung ab. Die Jahre 1915–1916 verbrachte er in Kopenhagen und dort begann er zu schreiben und veröffentlichen. Später ging er auch auf das Gymnasium Menntaskólinn í Reykjavík und machte im Jahr 1919 Abitur. Im selben Jahr erschien sein erster Gedichtband mit dem Titel Svartar fjaðrir.
Davíð Stefánsson verbrachte immer wieder Zeit im Ausland, z. B. 1920 in Italien und 1923 in Norwegen. Ab 1925 übernahm er eine Stelle als Bibliothekar in der Amtsbibliothek in Akureyri, die er bis zum Jahre 1951 innehaben sollte.
Er lebte bis zu seinem Tode in Akureyri, wo er am 1. März 1964 verstarb. Begraben ist er bei seiner Familie in
Möðruvellir.

## Individualist und Neuromantiker
Davíð Stefánsson war in vieler Hinsicht ein typischer Dichter der Neuromantik, wobei zu bemerken ist, dass die literarischen Strömungen in Island oft später eintrafen und sich länger hielten als in anderen Ländern Europas. Er konzentrierte sich mehr auf das Innenleben des Einzelnen als auf die Umwelt des Menschen. Seine Dichtung ist gekennzeichnet durch den Ausdruck starker Gefühle und von Antagonismen. Ein starkes Nationalempfinden, Heldenverehrung, Ästhetizismus und Freiheitsdenken sind prägende Elemente seiner Texte.
Zuletzt erschienen Gedichte von ihm posthum im Jahre 1966.

## Preise
Der Isländische Schriftstellerverband vergab in den Jahren 1991–2000 jährlich den Schriftstellerpreis Davíðspenninn zum Angedenken an Davíð Stefánsson, der 1945 einer der Mitbegründer des Verbandes gewesen war.

## Museum
In Akureyri wurde sein ehemaliges Wohnhaus (Davíðshús) zum Museum umgestaltet. In ihm befindet sich auch ein Dichterappartement. Das Haus liegt nicht weit vom Nonnahús entfernt.

## Werke

### Gedichtanthologien
- Svartar fjaðrir, 1919
- Kvæði, 1922
- Kveðjur, 1924
- Ný kvæði, 1929
- Í byggðum, 1933
- Að norðan, 1936
- Ný kvæðabók, 1947
- Ljóð frá liðnu sumri, 1956
- Í dögun, 1960
- Síðustu ljóð, 1966 (posthum)[2]

### Theaterstücke und Romane
- Munkarnir á Möðruvöllum, 1926
- Gullna hliðið,
- Sólon Íslandus I-II, 1941 (Roman über Sölva Helgason).
- Vopn guðanna, 1944
- Landið gleymda, (Uraufführung 1953, erste Buchausgabe 1956).[2]